# Schlangen

Schlangen est une commune de Rhénanie-du-Nord-Westphalie (Allemagne), située dans l'arrondissement de Lippe, dans le district de Detmold, dans le Landschaftsverband de Westphalie-Lippe.

## Jumelage
- Viitasaari (Finlande) depuis 1999

## Quartiers
| Quartiers de Schlangen |                        |
| ---------------------- | ---------------------- |
| Quartiers de Schlangen | Kohlstädt              |
| Quartiers de Schlangen | Oesterholz-Haustenbeck |
| Quartiers de Schlangen | Schlangen              |